# Yelmer Buurman
Yelmer Evert Frans Buurman (Ubbergen, 19 de Fevereiro de 1987) é um piloto automobilístico Holandês.

## Carreira

### Fórmula König
Em 2002 Buurman pilotou na Fórmula König, campeonato baseado na Alemanha, acabando a temporada em vigésimo lugar.

### Fórmula Renault
Buurman esteve em vários campeonatos de Fórmula Renault de 2003 a 2005, competindo nas Fórmula Renault Britânica, na Fórmula Renault 2.0 Holandesa, na Fórmula Renault 2.0 Eurocup e na Formula TR 2000 Pro Series durante este período.  No campeonato britânico de 2003, iniciou uma associação de 4 anos com a equipa Fortec Motorsport.  O mais bem sucedido campeonato de Fórmula Renault para Buurman foi o campeonato britânico de 2003 e 2004, acabando no 3º posto.
Em 2007, Buurman correu na equipa Fortec nas World Series by Renault, substituindo o lesionado Richard Philippe em 4 corridas.  No 2º fim-de-semana de corrida em que substituiu Richard Philippe,  acabou em 5º e em 4º as 2 corridas respectivamente.

### Fórmula 3
A seguir às 2 corridas  na Fórmula 3 Britânica de 2005, Buurman fixou-se neste campeonato em 2006 e 2007.  Em 2006, acabou no 4º lugar no campeonato britânico e conduziu em 4 corridas na Fórmula 3 Euroseries para a equipa Fortec.  Em 2007, moveu-se a tempo inteiro para a F3 Euroseries, correndo na equipa Manor Motorsport, obtendo o 6º lugar no campeonato. Buurman competiu também no Grande Prémio de Macau e na Fórmula 3 Ultimate Masters destes anos.

### GP2 Series
Em 2008, Buurman está a competir nas GP2 Series e competiu nas novas GP2 Asia Series para a equipa Arden, tendo como companheiro de equipa Sébastien Buemi. Não estava previsto que Buurman corresse nas GP2 Asia Series em 2008 mas substituiu Adam Langley-Khan quando o piloto Paquistanês decidiu focar-se na A1 Grand Prix e na sua educação e deixou a equipa depois de duas rondas da temporada.

## Registo de corridas

### Sumário da carreira
| Temporada | Campeonato                            | Nome da equipa     | Corridas | Poles | Vitórias | Pontos | Classificação final |
| --------- | ------------------------------------- | ------------------ | -------- | ----- | -------- | ------ | ------------------- |
| 2002      | Fórmula König                         | Lohmann Motorsport | 14       | 0     | 0        | 53     | 20º                 |
| 2003      | Fórmula Renault 2.0 Eurocup           | Equipe Verschuur   | 4        | 0     | 0        | 6      | 22º                 |
| 2003      | Fórmula Renault 2.0 holandesa         | Equipe Verschuur   | ?        | ?     | ?        | 110    | 6º                  |
| 2003      | Fórmula Renault 2000 Britânica        | Fortec Motorsport  | 4        | 1     | 1        | 49     | 3º                  |
| 2004      | Fórmula Renault 2.0 Eurocup           | AR Motorsport      | 15       | 0     | 0        | 4      | 30º                 |
| 2004      | Fórmula Renault 2.0 holandesa         | AR Motorsport      | ?        | ?     | ?        | 174    | 3º                  |
| 2004      | Fórmula Renault 2.0 Britânica         | Fortec Motorsport  | 2        | 0     | 0        | 8      | 37º                 |
| 2004      | Fórmula Renault 2000 Britânica        | Fortec Motorsport  | 4        | 0     | 0        | 71     | 5º                  |
| 2004      | Fórmula TR 2000 Pro Series            | ?                  | 5        | 0     | 0        | 82     | 6º                  |
| 2005      | Fórmula Renault 2.0 Britânica         | Fortec Motorsport  | 20       | 1     | 3        | 359    | 4º                  |
| 2005      | Fórmula 3 Britânica                   | Fortec Motorsport  | 2        | 0     | 0        | 0      | NC                  |
| 2005      | Taça de Fórmula Renault 2.0 holandesa | Fortec Motorsport  | 2        | 0     | 0        | 11     | 26º                 |
| 2006      | Fórmula 3 britânica                   | Fortec Motorsport  | 22       | 0     | 2        | 186    | 4º                  |
| 2006      | Fórmula 3 Euroseries                  | Fortec Motorsport  | 4        | 0     | 0        | 1      | 17º                 |
| 2006      | Grande Prémio de Macau                | Fortec Motorsport  | 1        | 0     | 0        | N/A    | 8th                 |
| 2006      | Fórmula 3 Ultimate Masters            | Fortec Motorsport  | 1        | 0     | 0        | N/A    | 19º                 |
| 2007      | Fórmula 3 Euroseries                  | Manor Motorsport   | 20       | 0     | 0        | 40     | 6º                  |
| 2007      | World Series by Renault               | Fortec Motorsport  | 4        | 0     | 0        | 15     | 20º                 |
| 2007      | Grande Prémio de Macau                | Manor Motorsport   | 1        | 0     | 0        | N/A    | NC                  |
| 2007      | Fórmula 3 Ultimate Masters            | Manor Motorsport   | 1        | 0     | 0        | N/A    | 7º                  |
| 2008      | GP2 Series                            | Arden              | 4        | 0     | 0        | 0      | 19º*                |
| 2008      | GP2 Asia Series                       | Arden              | 6        | 0     | 0        | 13     | 9º                  |

* Temporada em curso.